# 魚本藤吉郎
魚本 藤吉郎（うおもと とうきちろう、1917年11月29日 - 1988年3月31日）は、日本の外交官。在ソビエト連邦特命全権大使、財団法人交流協会理事長を務めた。

## 人物
愛媛県出身。山口高等商業学校を経て、1941年に東京商科大学（のちの一橋大学）を卒業し、外務書記生就任。大学では中山伊知郎ゼミナールに所属。卒業論文は「景気変動に関する二つの研究」。
外務省中近東アフリカ局長を経て、在ソビエト連邦特命全権大使、財団法人交流協会理事長などを歴任。

## 経歴
- 1917年 愛媛県西宇和郡八幡浜町（のちの八幡浜市）出身。
- 1941年 東京商科大学（一橋大学の前身）学部後期卒業、外務省入省。
- 1943年 ソ連を経由してポルトガルに赴任、途中で肺を病む。
- 1944年 スイス・ダボスの療養所に。
- 1945年 ダボスで終戦を迎え陸軍関係者として帰国。
- 1956年 在デンマーク日本国大使館一等書記官[1]。
- 1960年 アメリカ局安全保障課長
- 1961年 外務大臣官房人事課長
- 1966年 国際連合日本政府代表部参事官
- 1970年 外務省中近東アフリカ局長。
- 1972年10月-1975年9月 在シンガポール特命全権大使（「在クウェート日本大使館占拠事件」参照）。
- 1976年3月-1978年6月 在エジプト特命全権大使。
- 1978年-1982年 在ソビエト連邦特命全権大使。
- 1981年-1986年 財団法人交流協会理事長

## 外務省同期
西堀正弘（国連大使）、内田宏（駐仏大使）、吉野文六（駐独大使）、奈良靖彦（駐加大使）、人見鉄三郎（駐コスタリカ大使）など。